# Rome By Night/On Video
Rome By Night/On Video è il secondo singolo del gruppo musicale italo-britannico Dhuo, pubblicato nel giugno 1984.

## Descrizione
Dei due brani che compongono questo disco, Bergonzi e Logan sono gli autori della musica e degli arrangiamenti e sono i cantanti. I testi, in inglese, sono stati scritti da Mike Logan.
La particolarità di questo disco è di avere nella traccia B3 un audio recording, destinato ad essere letto dal computer ZX Spectrum della Sinclair, al fine di attivare una grafica animata - una artwork, di cui la prima immagine appare anche nella cover del disco - da vedere sullo schermo del computer, contemporaneamente all'audizione della musica del Lato Aː Rome By Night. 
Bruno Bergonzi, nell'intervista a Lorenzo Bergamini, pubblicata sul mensile Tutto Musica nel numero di luglio 1984, ha descritto questo sistema - per la prima volta realizzato, con l'utilizzo del computer Sinclair ZX Spectrum, di un registratore e di un giradischi - che consentiva di vedere un video e allo stesso tempo udire una musica. Il programma, inciso sul disco, veniva trasferito su una musicassetta, attraverso la quale poteva essere conferito al computer. Il video appariva sullo schermo del computer, schiacciando un pulsante alla prima battuta della batteria.
Chiamato CV Disc - spiega nell'intervista Bergonzi - il sistema serve a sfruttare il disco non solo come mezzo di comunicazione musicale, ma anche come video. [...] Nel disco è inciso un programma che dura quanto il brano musicale. Occorre pertanto posizionare la testina del giradischi sull'ultima traccia del disco. [...] una cassetta deve essere introdotta nel registratore [e poi trasferita al computer]. Per sintonizzare l'invio del video clip basta aspettare la prima battuta di batteria del "Rome By Night". In quell'attimo dovete premere un tasto del computer e sullo schermo compariranno le prime immagini computerizzate del video.

## Tracce
Lato A
1. Rome By Night – 6:22 (testo: Mike Logan – musica: Mike Logan, Bruno Bergonzi; edizioni musicali CGD)

Lato B
1. On Video – 4:33 (testo: Mike Logan – musica: Mike Logan, Bruno Bergonzi; edizioni musicali CGD)
2. (Traccia silenziosa senza titolo)
3. Computertrack

## Formazione
- Bruno Bergonzi - batteria, tastiere e voce
- Mike Logan - tastiere e voce